# ماتياس أكونا
ماتياس أكونا (بالإسبانية: Matías Acuña)‏ هو لاعب كرة قدم أوروغواياني في مركز الهجوم، ولد في 28 نوفمبر 1992 في مونتيفيديو في الأوروغواي. لعب مع التانك سيلي وسنترال إسبانيول.

## وصلات خارجية
- ماتياس أكونا على موقع قاعدة بيانات كرة القدم.إي يو (الإنجليزية)
- ماتياس أكونا على موقع Soccerway.com (الإنجليزية)
- ماتياس أكونا على موقع عالم كرة القدم.نت (الإنجليزية)